# Bahnhof Ibbenbüren-Laggenbeck
Der Bahnhof Ibbenbüren-Laggenbeck (bis zum 12. Dezember 2004 nur Laggenbeck) ist ein Haltepunkt im Ibbenbürener Ortsteil Laggenbeck an der Bahnstrecke Löhne–Rheine. Der ehemalige Bahnhof ist seit dem Abbau der Gleisanlagen für den Güterverkehr in den 1990er Jahren ein Haltepunkt. Zuvor war er gegen Ende des 19. Jahrhunderts und in der ersten Hälfte des 20. Jahrhunderts ein wichtiger Umschlagplatz im Ibbenbürener Steinkohlenrevier. 

## Geschichte
Obwohl die Bahnstrecke zwischen Löhne und Rheine bereits 1855 eröffnet wurde, gab es zunächst in Laggenbeck noch keinen Bahnhof. Erst 1881 wurde ein Güterbahnhof eingerichtet, um die im Permer Stollen geförderten Erze abtransportieren zu können. Dazu wurden die Erze mit einer pferdebespannten Bahn von der Zeche nach Laggenbeck geschleppt. Der Einschnitt in der Landschaft wurde 1927 verfüllt und führte entlang der heutigen Permer Straße.

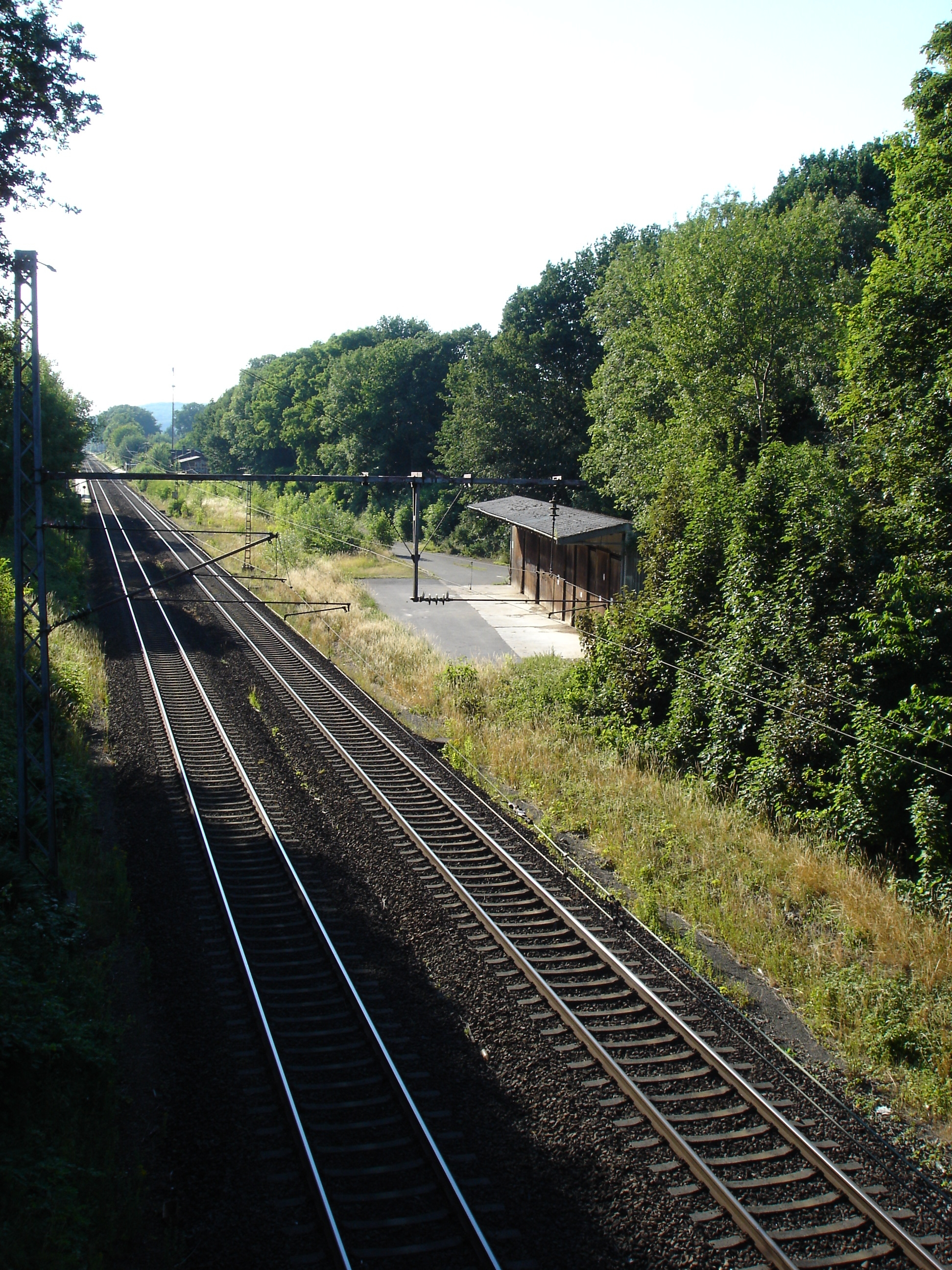
Blick auf die (ehemaligen) Gleisanlagen: Rechts neben den beiden Hauptgleisen befanden sich die Gleise für die Güterabfertigung. Auf Höhe der Lagerhalle befand sich der Kohlebunker, im Hintergrund ist noch das Empfangsgebäude zu sehen.

Im Jahre 1884 folgte dann die Eröffnung des Personenbahnhofs. Mit der Reaktivierung des Morgensternschachtes in den 1920er Jahren wurden die Gleisanlagen weiter ausgebaut und der Güterumschlag erreichte seinen Höhepunkt. Mit Verbreiterung der Bahnanlagen war es zudem möglich, die Bahnsteige auf beiden Seiten der Strecke zu verteilen und den Mittelbahnsteig aufzugeben. Die im Morgensternschacht am östlichen Ende des Schafberges geförderte Kohle wurde seit 1926 über eine 3,5 km lange Drahtseilbahn zum Bahnhof nach Laggenbeck transportiert und dort in einer Bunkerstation zwischengelagert, bevor sie mit der Eisenbahn abtransportiert wurde. Bereits 1928 wurde der Morgensternschacht wieder geschlossen, so dass auch die Bedeutung des Laggenbecker Bahnhofs zurückging. Das Betonfundament des Bunkers ist auch heute noch vorhanden, jedoch stark überwuchert.
In den 1990er Jahren wurden die Gleisanlagen komplett demontiert. Auch wurde die Fahrkartenausgabe geschlossen und durch Fahrkartenautomaten ersetzt. Während der ehemalige Güterschuppen als Lagerhalle vermietet wird, verfiel das denkmalgeschützte Empfangsgebäude zusehends, da keine Nachnutzung bestand. Im Jahr 2019 folgte schließlich der Abriss, um den Bahnhof zur Mobilstation umgestalten zu können. Diese Station wurde am 15. Juli 2020 offiziell ihrer Bestimmung übergeben.

## Heutige Bedeutung
Der Haltepunkt Laggenbeck dient heutzutage nur noch dem ÖPNV.
Er ist Haltepunkt für folgende Linien:
| Linie | Linienverlauf | Takt    |
| ----- | --- | ------- |
| RE 60 | Ems-Leine-Express: Rheine – Hörstel – Ibbenbüren-Esch – Ibbenbüren – Ibbenbüren-Laggenbeck – Osnabrück Altstadt – Osnabrück Hbf – Melle – Bünde (Westf) – Kirchlengern – Löhne (Westf) – Bad Oeynhausen – Porta Westfalica – Minden (Westf) – Bückeburg – Stadthagen – Haste (Han) – Wunstorf – Hannover Hbf – Lehrte – Hämelerwald – Vöhrum – Peine – Vechelde – Braunschweig Hbf Stand: Fahrplanwechsel Dezember 2021 | 120 min |
| RB 61 | Wiehengebirgs-Bahn: Hengelo – Oldenzaal – Bad Bentheim – Schüttorf – Salzbergen – Rheine – Hörstel – Ibbenbüren-Esch – Ibbenbüren – Ibbenbüren-Laggenbeck – Osnabrück Altstadt – Osnabrück Hbf – Wissingen – Westerhausen – Melle – Bruchmühlen – Bünde (Westf) – Kirchlengern – Hiddenhausen-Schweicheln – Herford – Brake (b Bielefeld) – Bielefeld Hbf Stand: Fahrplanwechsel Dezember 2021                          | 60 min  |

Ein Güterumschlag findet nicht mehr statt.